# Lago Kahshe

O Lago Kahshe é um lago situado na região Muskoka, em Ontário, no Canadá (ao sul da cidade de Gravenhurst). Ele é um dos principais lagos na região e é o quarto maior desses lagos por área. Há, aproximadamente, 600 cabanas no lago. O lago contém um alto teor de substâncias orgânicas dissolvidas em sua água.
O Lago Kahshe tem uma área de superfície e área de bacia hidrográfica maiores em comparação com o Lago Mountain.